# Sint-Godelievekerk (Heule)

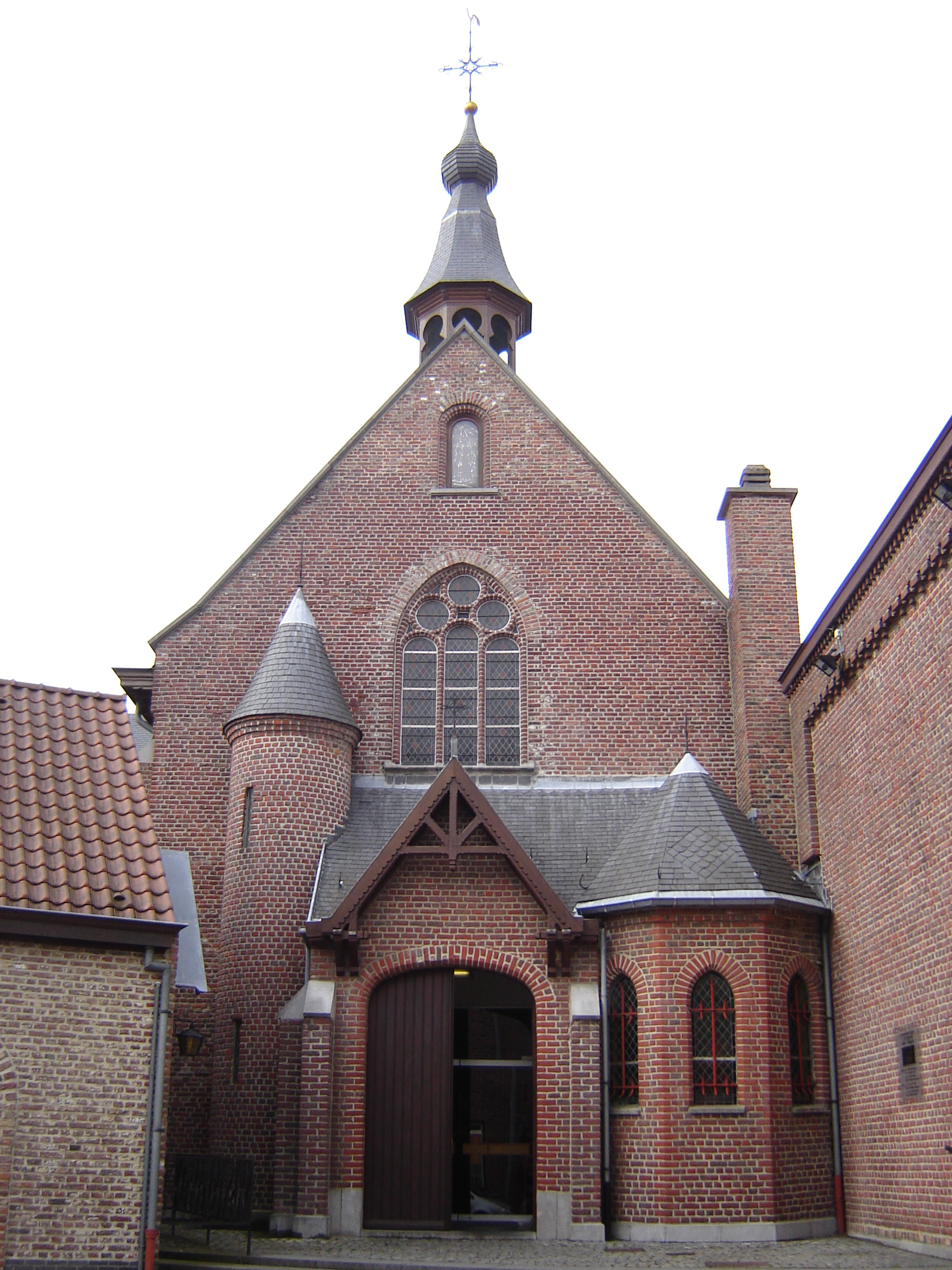
Sint-Godelievekerk

De Sint-Godelievekerk is de parochiekerk van de tot de West-Vlaamse plaats Heule behorende wijk Heule-Watermolen, gelegen aan Watermolenwal 2-4, 8, 16. Naast de parochiekerk vindt men er een klooster en een basisschool.

## Geschiedenis
Aan de Watermolenwal stond al langer een aan Sint-Godelieve gewijde kapel. In 1847-1848 werd op initiatief van Ursula Dinnecourt en diens moeder een schooltje gebouwd. Tussen 1862 en 1869 werd een grotere kapel gebouwd naar ontwerp van Jan Clarysse, en toen de oude kapel werd gesloopt teneinde het Brouwershuis uit te breiden werd het Sint-Godelievebeeld in de nieuwe kapel ondergebracht. In 1893 werd een klooster gebouwd waarin tot 2006 zusters verbleven.
De kerk werd, na aanwijzing tot hulpkerk in 1886, in 1907 tot parochiekerk verheven. Tijdens de restauratie in 1988 werd de kerk getroffen door brand. Herstel volgde en de kerk werd uitgebreid met een westelijke vleugel.

## Gebouw
Het betreft een eenbeukig bakstenen neogotisch kerkje met vlak afgesloten koor, dat noord-zuid is georiënteerd. Op het dak bevindt zich een dakruiter met een sierlijke spits.

## Interieur
Het interieur wordt overkluisd door een houten tongewelf. Het barokke hoofdaltaar heeft een schilderij, voorstellende Het Laatste Avondmaal. Het wordt toegeschreven aan Jan Baptist Herregouts.
Het orgel is van 1743 en werd vervaardigd door A.J. Berger voor de parochiekerk van Loppem. Toen de kerk daar werd gerenoveerd werd het orgel gedemonteerd en aangekocht door de Sint-Godelievekerk. Bij de brand van 1988 werd het orgel voor een groot deel vernield en in 1990 gereconstrueerd door de firma Loncke met behulp van een aantal, nog overgebleven, delen.